# Epitheliozoa
Zu der Gruppe der Epitheliozoa („Deckgewebetiere“; von Epithel, „Deckgewebe“ und gr. ζῷον zóon, „Tier“) gehören die echten Gewebetiere (Eumetazoa) und ihre nächsten Verwandten, die Plattentiere (Placozoa). Die Körperoberflächen aller Epitheliozoa werden von Deckgeweben überzogen, die aus Epithelzellen bestehen. Diese Zellen sind untereinander mit bestimmten Zellkontakten verbunden, die als Gürteldesmosomen (Zonula adhaerentes) bezeichnet werden.

## Begriff
Vom neunundzwanzigsten August bis zum zweiten September des Jahres 1988 wurde in der Stadt Karlskoga in Schweden das siebzigste Nobel-Symposium durchgeführt. Die Vorträge der wissenschaftlichen Tagung befassten sich in jenem Jahr mit einem Kernthema der Evolutionsbiologie, nämlich mit Forschungen zur Phylogenese der Lebensformen. Unter den Vortragenden befand sich auch der deutsche Biologe Peter Ax. Die Verschriftlichung seines Beitrags wurde etwa ein Jahr später im Tagungsband abgedruckt. In dem Band vertrat Ax die Ansicht, dass die Plattentiere und die Gewebetiere eine gemeinsame Klade bilden. Sie konnten also zu einer größeren natürlichen Gruppe (Monophylum) zusammengefasst werden. Ax begründete seine Ansicht mit einer Reihe von Merkmalen, die beide Tiergruppen miteinander teilen (siehe unten). Er gab dieser umfassenden Klade jedoch keinen eigenen Namen.
Peter Ax hatte eine Professur inne am Fachbereich Biologie der Georg-August-Universität Göttingen. Anfang der 1990er Jahre betreute er dort die Doktorarbeit des deutschen Biologen Thomas Bartolomaeus. In seiner Arbeit ging Bartolomaeus in einem der einleitenden Kapitel auf die Verwandtschaftsbeziehungen der Tiere ein. Dabei bezog er sich überwiegend auf den Nobel-Symposium-Artikel seines Doktorvaters. Um das bisher namenlose Monophylum aus Plattentieren und Gewebetieren zu benennen, benutzte Bartolomaeus erstmals die neue Bezeichnung „Epitheliozoa“. Das Wort scheint aber nicht sein eigener Einfall gewesen zu sein, sondern war ihm stattdessen von Ax vorgeschlagen worden.
Der Ausdruck „Epitheliozoa“ war von Peter Ax erfunden worden, während er sich mit Thomas Bartolomaeus über dessen Dissertation austauschte. Die Veröffentlichung erfolgte im Jahr 1993. Zwei Jahre später konnte Ax den ersten Band seines Lehrbuchs zur Systematik der Tiere veröffentlichen. Darin wurde das Konzept der Epitheliozoa einem breiteren Publikum zugänglich gemacht. Das Buch wurde ein Jahr später in englischer Sprache herausgegeben. Auf diese Weise wurden die Epitheliozoa einer internationalen Öffentlichkeit vorgestellt.
Bis zur Mitte der 1990er Jahre war längst eine Reihe phylogenetischer Arbeiten zu den Verwandtschaftsverhältnissen der verschiedenen Tiergruppen vorgelegt worden. Mit ihnen hatte sich Ax auch ausgiebig vertraut gemacht. Für die Herleitung der Epitheliozoa griff er allerdings nicht auf molekularbiologische Merkmale zurück. Stattdessen wurde dieses Monophylum ausschließlich anhand von histologischen und zytologischen Gemeinsamkeiten definiert.

## Merkmale
Die Epitheliozoa zeichnen sich durch drei gemeinsame Merkmale aus, die mit ihnen erstmals evolviert sein sollen. Der letzte gemeinsame Vorfahre aller heutigen Epitheliozoa hätte demzufolge diese Merkmale besessen. Alle drei Autapomorphien basieren auf Beobachtungen an Epithelien.
Das erste Merkmal besteht in Deckgeweben aus Epithelzellen, deren Zusammenhalt mit Gürteldesmosomen gewährleistet wird (Zonula adhaerentes). Einzig solches Vorhandensein von Gürteldesmosomen zwischen Epithelzellen stellt das gemeinsame Merkmal dar. Zwar sitzen die Epithelzellen von vielen Gewebetieren – genauer gesagt von allen Nesseltieren (Cnidaria), einigen Rippenquallen (Ctenophora) und allen Zweiseitentieren (Bilateria) – zusätzlich auf einer gemeinsamen Schicht aus Proteinfasern (Basallamina). Eine solche Schicht existiert jedoch nicht unter den Epithelzellen der Plattentiere, die andererseits aber ebenfalls mit Gürteldesmosomen zusammengehalten werden. Aus der Warte der Gewebetiere verfügen die Plattentiere demnach nicht über „echte Epithelien“, sondern bloß über „Epitheloide“.
Als zweites Merkmal teilen sich die Epithelien prinzipiell in zwei Epithelgewebe, die sich nach ihrer Lage differenzieren. Einerseits formt das Dorsalepithel die Oberseite der Plattentiere und ist homolog zum außen liegenden Ektoderm der Gewebetiere. Andererseits bildet das Ventralepithel die Unterseite der Plattentiere beziehungsweise das innen liegende Entoderm der Gewebetiere. Wenn Plattentiere der Art Trichoplax adhaerens vom Untergrund abgehoben und im freien Wasser schweben gelassen werden, krümmen sich die Tiere stets von allen Rändern in Richtung ihrer Unterseite. Sie bilden dann Hohlformen, bei denen sich das Ventralepithel immer im Inneren befindet.
Das dritte Merkmal wird in Drüsenzellen gesehen, die zwischen den anderen Epithelzellen im Ventralepithel beziehungsweise im Entoderm gelagert sind. Sie produzieren Proteine, die nach außen abgegeben werden. So befinden sich auf der Ventralseite von Trichoplax adhaerens zwei Zelltypen, die Stoffe exkretieren. Drüsenzellen geben Neuropeptide ab, die möglicherweise Fortbewegung und Fressverhalten steuern. Außerdem scheiden sogenannte lipophile Zellen wahrscheinlich Exoenzyme aus, mit denen Nahrungspartikel verdaut werden.

## Systematik
| Äußere Systematik der Epitheliozoa                                 |
| - Choanozoa - Choanoflagellata - Metazoa - Porifera - Epitheliozoa |

| Coelenterata | \| \| Cnidaria \| \| \| \| \| \| Ctenophora \| \| \| \| |
|              | \| \| Cnidaria \| \| \| \| \| \| Ctenophora \| \| \| \| |
|              | Bilateria                                               |
|              |                                                         |
|              | Cnidaria                                                |
|              |                                                         |
|              | Ctenophora                                              |
|              |                                                         |

|  | Cnidaria   |
|  |            |
|  | Ctenophora |
|  |            |

| Coelenterata | \| \| Cnidaria \| \| \| \| \| \| Ctenophora \| \| \| \| |
|              | \| \| Cnidaria \| \| \| \| \| \| Ctenophora \| \| \| \| |
|              | Bilateria                                               |
|              |                                                         |
|              | Cnidaria                                                |
|              |                                                         |
|              | Ctenophora                                              |
|              |                                                         |

|  | Cnidaria   |
|  |            |
|  | Ctenophora |
|  |            |

| Coelenterata | \| \| Cnidaria \| \| \| \| \| \| Ctenophora \| \| \| \| |
|              | \| \| Cnidaria \| \| \| \| \| \| Ctenophora \| \| \| \| |
|              | Bilateria                                               |
|              |                                                         |
|              | Cnidaria                                                |
|              |                                                         |
|              | Ctenophora                                              |
|              |                                                         |

|  | Cnidaria   |
|  |            |
|  | Ctenophora |
|  |            |

| Coelenterata | \| \| Cnidaria \| \| \| \| \| \| Ctenophora \| \| \| \| |
|              | \| \| Cnidaria \| \| \| \| \| \| Ctenophora \| \| \| \| |
|              | Bilateria                                               |
|              |                                                         |
|              | Cnidaria                                                |
|              |                                                         |
|              | Ctenophora                                              |
|              |                                                         |

|  | Cnidaria   |
|  |            |
|  | Ctenophora |
|  |            |

Das Schwestertaxon der Epitheliozoa besteht aus den Schwämmen (Porifera). Epitheliozoa und Schwämme bilden gemeinsam die Gruppe der Tiere (Metazoa). Sie werden mit den mikroskopisch kleinen Kragengeißeltierchen (Choanoflagellata) zusammengefasst zur Abstammungsgemeinschaft der Choanozoa.
Die Epitheliozoa gliedern sich in die Gruppen der Plattentiere (Placozoa) und der Gewebetiere (Eumetazoa). Letztere zerfallen wiederum in die Kladen der Hohltiere (Coelenterata) und der Zweiseitentiere (Bilateria). Die Hohltiere sollen die Nesseltiere (Cnidaria) und Rippenquallen (Ctenophora) umfassen.
Alternative Systematiken lösten die Einheit der Epitheliozoa auf. Die erste alternative Systematik teilte alle Tiere in Rippenquallen einerseits und Benthozoa andererseits. Zu den Benthozoa sollten die Schwämme, Plattentiere, Nesseltiere und Zweiseitentiere gehören. Diese Systematik basierte auf phylogenetischen Studien, die mit bestimmten computergestützten statistischen Methoden arbeiteten. Die Methoden unterlagen wahrscheinlich einem systematischen Fehler.
Die zweite alternative Systematik spaltete die Gesamtheit der Tiere zum einen in Plattentiere und zum anderen in eine weitere Klade. In letzterer Gruppe sollten die Schwämme, Nesseltiere, Rippenquallen und Zweiseitentiere gesammelt werden. Diese Systematik berief sich auf die phylogenetische Auswertung des genetischen Materials der Mitochondrien. Das mitochondriale Erbgut der Plattentiere scheint jedoch vergleichsweise viele Mutationsereignisse erfahren zu haben. Allein für sich scheint es eher ungeeignet für die gefragten phylogenetischen Analysen. Außerdem wurde nur verhältnismäßig wenig mitochondriale DNA anderer Tiere für die systematisierende Arbeit berücksichtigt.
Eine dritte alternative Systematik behielt die monophyletische Einheit der Epitheliozoa. Sie wurden aber nicht in Hohltiere und Zweiseitentiere gegliedert, sondern in Nesseltiere und Acrosomata. Zu den Acrosomata sollten die Rippenquallen und die Zweiseitentiere gehören. Es scheint sich aber bei den Merkmalen, die für die Ausweisung der Acrosomata herangezogen wurden, eher um analoge Entwicklungen zu handeln. Die Merkmale wurden wahrscheinlich bei Rippenquallen und Zweiseitentieren unabhängig voneinander evolviert. Deshalb können sie kein gemeinsames Monophylum definieren. Keine phylogenetische Studie unterstützt das Monophylum der Acrosomata.
Weitere phylogenetische Arbeiten kamen nicht immer zu dem Ergebnis, die Epitheliozoa in Plattentiere und Gewebetiere aufzuteilen und letztere nochmals in Hohltiere und Zweiseitentiere zu spalten. So kann bestritten werden, ob es sich bei den Hohltieren tatsächlich um ein Monophylum handelt. Die verwandtschaftlichen Positionen innerhalb der Epitheliozoa – zwischen den Plattentieren, Nesseltieren, Rippenquallen und Zweiseitentieren – wird weiterhin beforscht. Dessen ungeachtet wird häufig an der Gesamtheit der Epitheliozoa als ein real existierendes Monophylum festgehalten.

## Evolution
Wahrscheinlich entwickelten sich die ersten Epitheliozoa aus schwammartigen Vorfahren vor ungefähr 800 Millionen Jahren während der Erdzeitperiode des Toniums. Möglicherweise ähnelten die frühesten Epitheliozoa heutigen Plattentieren. Es kann eventuell angenommen werden, dass jene ersten Epitheliozoa bereits ein Deckgewebe mit Basallamina besaßen. In jener Entwicklungslinie allerdings, die zu den heute noch lebenden Vertretern der Plattentiere führte, wurde es anschließend zu einfachen Epitheloiden rückgebildet. So beherbergt das Genom von Trichoplax adhaerens die Gene für die Synthese der Strukturproteine Kollagen IV, Laminin und Nidogen sowie für das Proteoglykan Perlecan. Die vier Stoffe werden normalerweise in Basallaminae verbaut. Die Entwicklungslinie der Gewebetiere hätte sich dann aber schon vor dieser Rückbildung der Basallamina abspalten müssen. Denn sie verfügen noch immer über solche Schichten aus Proteinfasern. Die Abspaltung der Eumetazoa von den Placozoa erfolgte vor etwa 780 Millionen Jahren.
Aus der Periode des Ediacariums stammen Fossilien, die eventuell als die ältesten erhaltenden Epitheliozoa gelten können. So stellte Dickinsonia möglicherweise eine Gattung besonders großer Plattentiere dar. Bestimmte feine fossile Röhren könnten vielleicht als Spuren früher Nesseltiere aus der Klasse der Blumentiere (Anthozoa) interpretiert werden. Mit Eoandromeda könnte eine frühe Rippenqualle entdeckt worden sein. Schließlich wurde mit der winzigen und gedrungen wurmförmigen Gattung Ikaria vermutlich ein früher Vertreter der Zweiseitentiere gefunden.